# Pilões (Rio Grande do Norte)
Pilões é um município brasileiro no interior do estado do Rio Grande do Norte, na Região Nordeste do país. Situa-se na região do Alto Oeste Potiguar, distante 400 quilômetros a oeste da capital do estado, Natal. Ocupa uma área de aproximadamente 83 km², e sua população no censo de 2022 era de 2 965 habitantes, segundo o Instituto Brasileiro de Geografia e Estatística, sendo então o 150º município mais populoso do estado (em 167 municípios).
Emancipado de Alexandria em 1963, a principal atração turística o Açude Público de Pilões, considerado patrimônio municipal, além da Cachoeira de Pilões, que se localiza na zona rural, com pedras em forma de um pilão, que dão nome ao município. Pilões também organiza diversos eventos todos os anos, com destaque para a festa da padroeira e a emancipação política do município.

## História

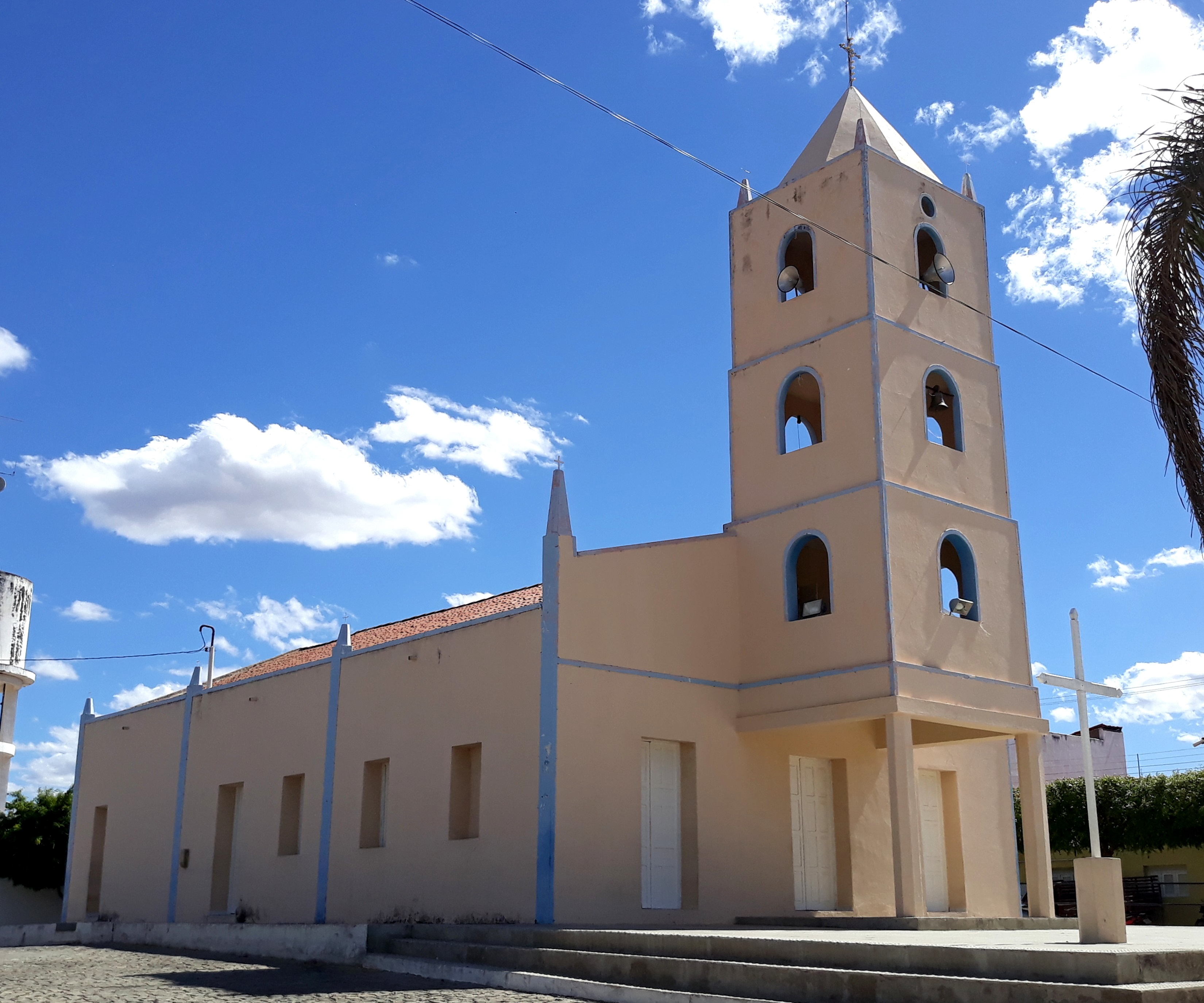
Igreja de Nossa Senhora do Perpétuo Socorro, padroeira de Pilões

A história do município de Pilões, localizado na Alto Oeste do estado do Rio Grande do Norte, na chamada tromba do elefante, começa em outubro de 1745, quando Inácio da Rocha e Francisco Barreto Maciel citavam numa petição a Fazenda dos Piloenses pertencente ao Capitão Leitão, na Ribeira do Apodi, designação que abrangia toda imensa região, que ia sendo desbravada e ocupada pelos currais de gado. O nome todo do fazendeiro era Joan Leitan Arnoso, que, em 30 de novembro de 1755, afirmava ser o senhor de um sítio de terras de criar gado na Ribeira do Apodi, chamado piloense. O mesmo pedia mais terras para acomodação e refrigério do rebanho. Assim formou-se a fazenda que pouco a pouco foi atraindo moradores.
No século XX, em 1926, outros habitantes foram chegando e povoando a fazenda. Era apenas um povoado, quando recebeu nome de Vasto Horizonte. Alguns anos depois passou a ser chamado de Pilões, cuja origem vinha de uma bela cachoeira, nas proximidades da cidade, no Sítio Tamarindo, com pedras em forma de um pilão.
A Capela de Nossa Senhora do Perpétuo Socorro foi construída, atendendo a uma solicitação através de uma promessa feita pela senhora Joana Dantas de Moura, quando seu esposo queria ir embora devido a uma seca que ocorreu nos anos de 1932 e 1933. A construção dessa capela contou com a participação de muitas pessoas, tendo vários coordenadores de trabalhos e mestres da construção. Algum tempo depois, começou a ser realizada a festa tradicional da padroeira, no mês de setembro.
O povoado de Pilões foi elevado à categoria de vila em 1962 e, posteriormente, à de distrito, subordinado ao município de Alexandria. Um ano mais tarde, por força da lei estadual n° 2 905, foi emancipado, tornando-se novo município do estado do Rio Grande do Norte. Seu primeiro prefeito provisório foi o senhor Francisco José Ribeiro e o primeiro prefeito constitucional eleito pelo voto foi o Sr. Elias Altos de Moura, em 31 de Janeiro de 1965. Desde a emancipação, o município de Pilões é formado apenas pelo distrito sede.

## Geografia
Com uma área de apenas 82,69 km² (0,1566% da superfície estadual), Pilões está distante 375 km de Natal, capital estadual, e 2 109 km de Brasília, capital federal. se limita com os municípios de Marcelino Vieira a oeste, Antônio Martins a norte e Alexandria e a sul e a leste. Na divisão do Instituto Brasileiro de Geografia e Estatística vigente desde 2017, o município pertence à região geográfica imediata de Pau dos Ferros, dentro da região geográfica intermediária de Mossoró. Até então, com a vigência das divisões em mesorregiões e microrregiões, fazia parte da microrregião de Pau dos Ferros, que por sua vez estava incluída na mesorregião do Oeste Potiguar.
O relevo de Pilões, com altitudes variando entre duzentos e quatrocentos metros, é suave-ondulado e constituído pela Depressão Sertaneja-São Francisco, que abrange uma série de terrenos de transição entre o Planalto da Borborema e a Chapada do Apodi. O município está situado em área de abrangência das rochas metamórficas que compõem o embasamento cristalino, provenientes da idade Pré-Cambriana média, com idade entre um bilhão e 2,5 bilhões de anos. O tipo de solo é o podzólico vermelho amarelo equivalente eutrófico, bastante fértil, textura e drenagem acentuada. Esses solos são cobertos por uma vegetação de pequeno porte, a caatinga hiperxerófila, que perde suas folhas na estação seca. Entre as espécies mais encontradas estão o facheiro (Pilosocereus pachycladus), o faveleiro (Cnidoscolus quercifolius), a jurema-preta (Mimosa hostilis), o marmeleiro (Cydonia oblonga), o mufumbo (Combretum leprosum) e o xique-xique (Pilosocereus polygonus).
Situado na bacia hidrográfica do Rio Apodi-Mossoró, o município é cortado pelos rios Pilões e Joamirim mais o riacho do Comissário. O principal reservatório é o Açude Pilões, com capacidade para armazenar 5 901 875 m³, cuja bacia hidrográfica cobre 126,5 hectares de área. O clima, por sua vez, é semiárido quente (do tipo Bsh na classificação climática de Köppen-Geiger), com temperaturas elevadas e chuvas concentradas no período de janeiro a maio. Segundo dados da Empresa de Pesquisa Agropecuária do Rio Grande do Norte (EMPARN), o maior acumulado de precipitação em 24 horas registrado no município desde julho de 2003 alcançou 113,5 mm em 4 de março de 2022, seguido por 102 mm em 19 de fevereiro de 2012, enquanto o recorde de precipitação em um mês foi de 484,5 mm, em janeiro de 2004.
| Dados climatológicos para Pilões (2003-2020) | Dados climatológicos para Pilões (2003-2020) | Dados climatológicos para Pilões (2003-2020) | Dados climatológicos para Pilões (2003-2020) | Dados climatológicos para Pilões (2003-2020) | Dados climatológicos para Pilões (2003-2020) | Dados climatológicos para Pilões (2003-2020) | Dados climatológicos para Pilões (2003-2020) | Dados climatológicos para Pilões (2003-2020) | Dados climatológicos para Pilões (2003-2020) | Dados climatológicos para Pilões (2003-2020) | Dados climatológicos para Pilões (2003-2020) | Dados climatológicos para Pilões (2003-2020) | Dados climatológicos para Pilões (2003-2020) |
| Mês                                          | Jan                                          | Fev                                          | Mar                                          | Abr                                          | Mai                                          | Jun                                          | Jul                                          | Ago                                          | Set                                          | Out                                          | Nov                                          | Dez                                          | Ano                                          |
| -------------------------------------------- | -------------------------------------------- | -------------------------------------------- | -------------------------------------------- | -------------------------------------------- | -------------------------------------------- | -------------------------------------------- | -------------------------------------------- | -------------------------------------------- | -------------------------------------------- | -------------------------------------------- | -------------------------------------------- | -------------------------------------------- | -------------------------------------------- |
| Precipitação (mm)                            | 93,8                                         | 120,5                                        | 137,3                                        | 144,2                                        | 83,8                                         | 23,9                                         | 21,8                                         | 3,6                                          | 0                                            | 5,7                                          | 6,8                                          | 11,9                                         | 653,3                                        |

## Demografia
No censo demográfico de 2022, Pilões possuía 2 965 habitantes (73,36% destes vivendo na zona urbana), ocupando a150ª posição no estado e a 5 078ª no Brasil, apresentando uma densidade populacional de 36,4 hab./km². Com 50,07% dos habitantes do sexo masculino e 49,93% do sexo feminino, a razão de sexo era de 100,29. Quanto à faixa etária, 67,33% 793 tinham idade entre 15 e 64 anos, 22,97% até quinze anos e 9,7% 65 ou mais. Entre 2000 e 2010, a população cresceu a uma taxa de 1,41% ao ano, inferior ao percentual registrado entre os censos de 1991 e 2000 (3,72% a.a.).
Novamente segundo o censo de 2010, 52,51% da população se declarou parda, 37,92% branca, 7,63% preta e 1,96% amarela. Levando-se em conta a naturalidade, todos os habitantes eram brasileiros natos, sendo 64,98% nascidos do próprio município; dentre os naturais em outras unidades da federação, havia habitantes nascidos em sete estados mais o Distrito Federal, tendo a Paraíba o maior percentual (4,86%).
Ainda segundo o mesmo censo, 85,85% da população era católica, 7,15% protestante ou evangélica e 0,21% testemunhas de Jeová. Outros 6,39% não tinham religião e 0,4% seguiam outras religiosidades cristãs. Pilões faz parte da Paróquia de Nossa Senhora da Conceição de Alexandria e tem como padroeira Nossa Senhora do Perpétuo Socorro. Dentre os credos protestantes ou reformados, a Assembleia de Deus era a denominação mais comum.
O Índice de Desenvolvimento Humano (IDH-M) do município é considerado médio, de acordo com dados do Programa das Nações Unidas para o Desenvolvimento (PNUD). Segundo dados do relatório de 2010, divulgados em 2013, seu valor era de 0,614, estando na 68ª colocação a nível estadual e na 3820ª a nível federal. Considerando-se apenas o índice de longevidade, seu valor é de 0,777, o valor do índice de renda é 0,566 e o de educação 0,527. Em 2010, 60,9% da população vivia acima da linha de pobreza, 22,5% abaixo da linha de indigência e 16,6% entre as linhas de indigência e de pobreza, sendo o valor do índice de Gini, que mede a desigualdade social, igual a 0,47.

## Política

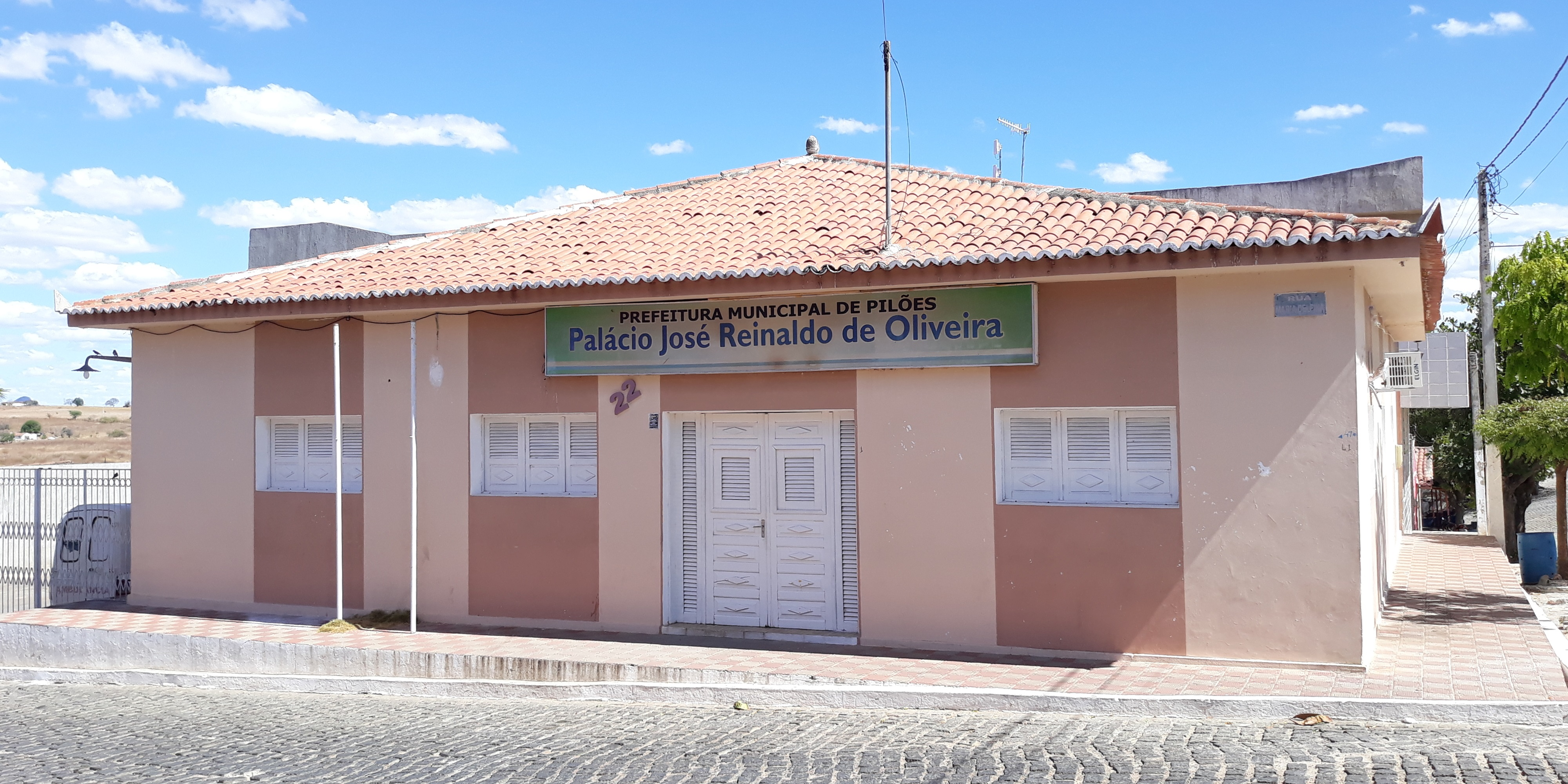
Palácio José Reginaldo de Oliveira (prefeitura), a sede do poder executivo

De acordo com a lei orgânica do município, promulgada em 28 de julho de 2002, a administração municipal se dá por meio de dois poderes, independentes e harmônicos entre si, o executivo e o legislativo. O primeiro é exercido pelo prefeito, auxiliado pelo seu gabinete de secretários, e o segundo representado pela câmara municipal, constituída por nove vereadores, cabendo à casa elaborar e votar leis fundamentais à administração e ao executivo, especialmente o orçamento municipal (conhecido como Lei de Diretrizes Orçamentárias).
Tanto o prefeito dos quantos os vereadores são eleitos pelo voto direto para mandatos de quatro anos. Também existem alguns conselhos municipais em atividade: Assistência Social, Direito da Criança e do Adolescente, FUNDEB, do Idoso e Saúde. Pilões é um termo judiciário da comarca de Alexandria. Pertence à 41ª zona eleitoral do Rio Grande do Norte e, de acordo com o Tribunal Superior Eleitoral, possuía um total de 3 206 eleitores  em dezembro de 2021, o que representa 0,136% do eleitorado estadual.

## Economia
Segundo o IBGE, em 2012 o Produto Interno Bruto (PIB) do município de Pilões era de R$ 21 550 mil, dos quais 17 498 mil do setor terciário, R$ 1 803 mil do setor secundário, R$ 1 284 mil de impostos sobre produtos líquidos de subsídios a preços correntes e R$ 605 mil do setor primário. O PIB per capita era de R$ 6 118,76.
Em 2010, considerando-se a população municipal com idade igual ou superior a dezoito anos, 43,4% eram economicamente inativas, 40,9% ativa ocupada e 15,7% ativa desocupada. Ainda no mesmo ano, levando-se em conta a população ativa ocupada a mesma faixa etária, 51,95% trabalhavam no setor de serviços, 18,75% na agropecuária, 13,96% no comércio, 6,05% na construção civil, 4,44% em indústrias de transformação, 2,4% na utilidade pública e 0,33% em indústrias de extração. Conforme a Estatística do Cadastro de Empresas de 2013, Pilões possuía 47 unidades (empresas) locais, todas atuantes. Salários juntamente com outras remunerações somavam R$ 3 853 mil  e o salário médio mensal era de 1,6 salários mínimos.
Em 2013 o município possuía um rebanho de 4 602 galináceos (frangos, galinhas, galos e pintinhos), 6 580 bovinos, 2 670 ovinos, 634 caprinos, 494 suínos e 204 equinos. Na lavoura permanente de 2013 foram produzidos coco-da-baía (20 mil frutos) e castanha de caju (1 t), e na lavoura temporária apenas o feijão (2 t). Ainda no mesmo ano o município também produziu 301 mil litros de leite de 538 vacas ordenhadas; cinco mil dúzias de ovos de galinha e 450 quilos de mel de abelha.

## Infraestrutura

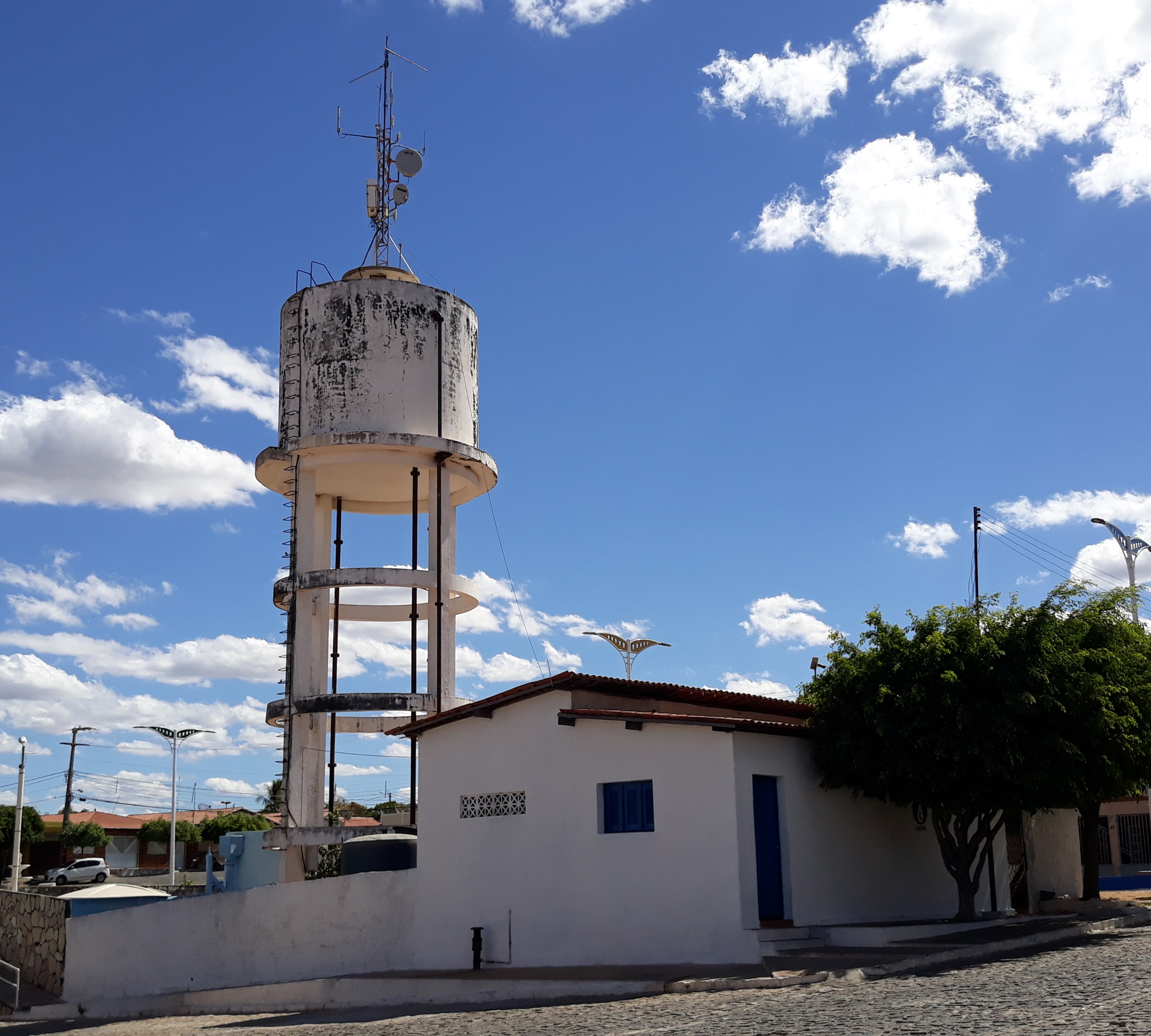
Escritório local e caixa d'água da Companhia de Águas e Esgotos do Rio Grande do Norte (CAERN), responsável pelo abastecimento de água do município

O serviço de abastecimento de água do município é feito pela Companhia de Águas e Esgotos do Rio Grande do Norte (CAERN) e a empresa responsável pelo fornecimento de energia elétrica é a Companhia Energética do Rio Grande do Norte (COSERN). A voltagem nominal da rede é de 220 volts. O código de área (DDD) é 084 e o Código de Endereçamento Postal (CEP) principal é 59960-000.
No último censo, realizado em 2010, 99,92% da população urbana contava com coleta de resíduos sólidos em seus domicílios e 99,88% tinham acesso à água, porém apenas 28,9% possuíam esgotamento sanitário adequado. A voltagem nominal da rede é de 220 volts. Do total de domicílios, 77,33% tinham somente telefone celular, 5,32% celular e fixo, 0,71% apenas telefone fixo e 16,63% não possuíam nenhum. Há cobertura de duas operadoras de telefonia, a TIM e Vivo.
A frota municipal no ano de 2010 era de 312 motocicletas, 184 automóveis, 31 caminhonetes, 25 motonetas, vinte caminhões, sete camionetas, cinco micro-ônibus, dois ônibus e um utilitário, além de dois em outra(s) categoria(s), totalizando 589 veículos. No transporte rodoviário, o município é cortado pela rodovia estadual RN-075, que liga Pilões a Antônio Martins, Alexandria e outras localidades próximas.

### Saúde
A rede de saúde de Pilões dispunha, em 2009, de quatro estabelecimentos (todos públicos e municipais), com um total de dez leitos para internação entre os quais o Hospital Municipal Rita Marcionila, que presta atendimento ao Sistema Único de Saúde (SUS), contando com serviços de atendimento ambulatorial, internação e SADT (Serviço Auxiliar de Diagnóstico e Terapia), além de dez leitos nas especialidades de clínica geral,  pediatria clínica e obstetrícia cirúrgica. Em 2014, neste hospital, foram registrados cinco óbitos (três de mulheres e dois de homens), sendo duas por doença, uma no aparelho geniturinário e outra no sistema circulatório; duas por neoplasia (tumor) e uma por malformação congênita (deformidade) e/ou anomalia cromossômica.
Em 2010, a expectativa de vida ao nascer do município era de 71,63 anos, com um índice de longevidade de 0,777, e a taxa de mortalidade infantil era de 22 por mil nascidos vivos. Em abril do mesmo ano, a rede profissional de saúde era constituída por dezessete auxiliares de enfermagem, sete médicos, quatro farmacêuticos, quatro enfermeiros, dois cirurgiões-dentistas e um técnico de enfermagem. Segundo dados do Ministério da Saúde, entre 2001 e 2012, foram notificados 536 casos de dengue. Pilões pertence à VI Unidade Regional de Saúde Pública do Rio Grande do Norte (URSAP-RN), com sede em Pau dos Ferros.

### Educação
| 2005 | 3,2 | 2,9 |
| 2007 | 3,2 | 2,3 |
| 2009 | 2,7 | 3,4 |
| 2011 | 3,4 | 2,2 |
| 2013 | 3,9 | 3,6 |

O fator "educação" do IDH no município atingiu em 2010 a marca de 0,527, ao passo que a taxa de alfabetização da população acima dos dez anos indicada pelo último censo demográfico do mesmo ano foi de 72,2% (65,4% para os homens e 79% para as mulheres). Ainda em 2010, Pilões possuía uma expectativa de anos de estudos de 9,26 anos, valor acima da média estadual (9,54 anos). A taxa de conclusão do ensino fundamental, entre jovens de 15 a 17 anos, era de 43,5%, enquanto o percentual de conclusão do ensino médio (18 a 24 anos) de 45,9%. Em 2012, 8,7% das crianças e adolescentes com faixa etária entre seis e catorze anos de idade estavam fora da escola. Em 2014, a distorção idade-série entre alunos do ensino fundamental, ou seja, com com idade superior à recomendada, era de 26,6% para os anos iniciais e 54% nos anos finais, sendo essa defasagem de 56,7% no ensino médio.
No censo de 2010, da população total, 971 frequentavam creches ou escolas, sendo 935 na rede pública de ensino (96,27%) e 36 em redes particulares (3,73%). Desse total, 515 cursavam o regular do ensino fundamental (53,03%), 120 o regular do ensino médio (12,4%), 104 faziam cursos superiores de graduação (10,71%), 89 estavam em creches (9,18%), 71 no ensino pré-escolar (7,28%), 42 na educação de jovens e adultos do ensino médio (4,32%), dez na educação de jovens e adultos do ensino fundamental (1,05%), nove na alfabetização de jovens e adultos do ensino médio (0,92%), sete na especialização de nível superior (0,68%) e quatro na classe de alfabetização (0,43%). Levando-se em conta o nível de instrução da população com idade superior a dez anos, 1 961 não possuíam instrução e fundamental incompleto (66,66%), 552 ensino médio completo e superior incompleto (18,77%), 374 fundamental completo e médio incompleto (12,7%) e 55 com superior completo (1,86%).

## Cultura
A Secretaria Municipal de Educação e Cultura é o órgão da prefeitura responsável pela área cultural do município de Pilões, cabendo a ela a organização de atividades e projetos culturais, além do setor educacional.

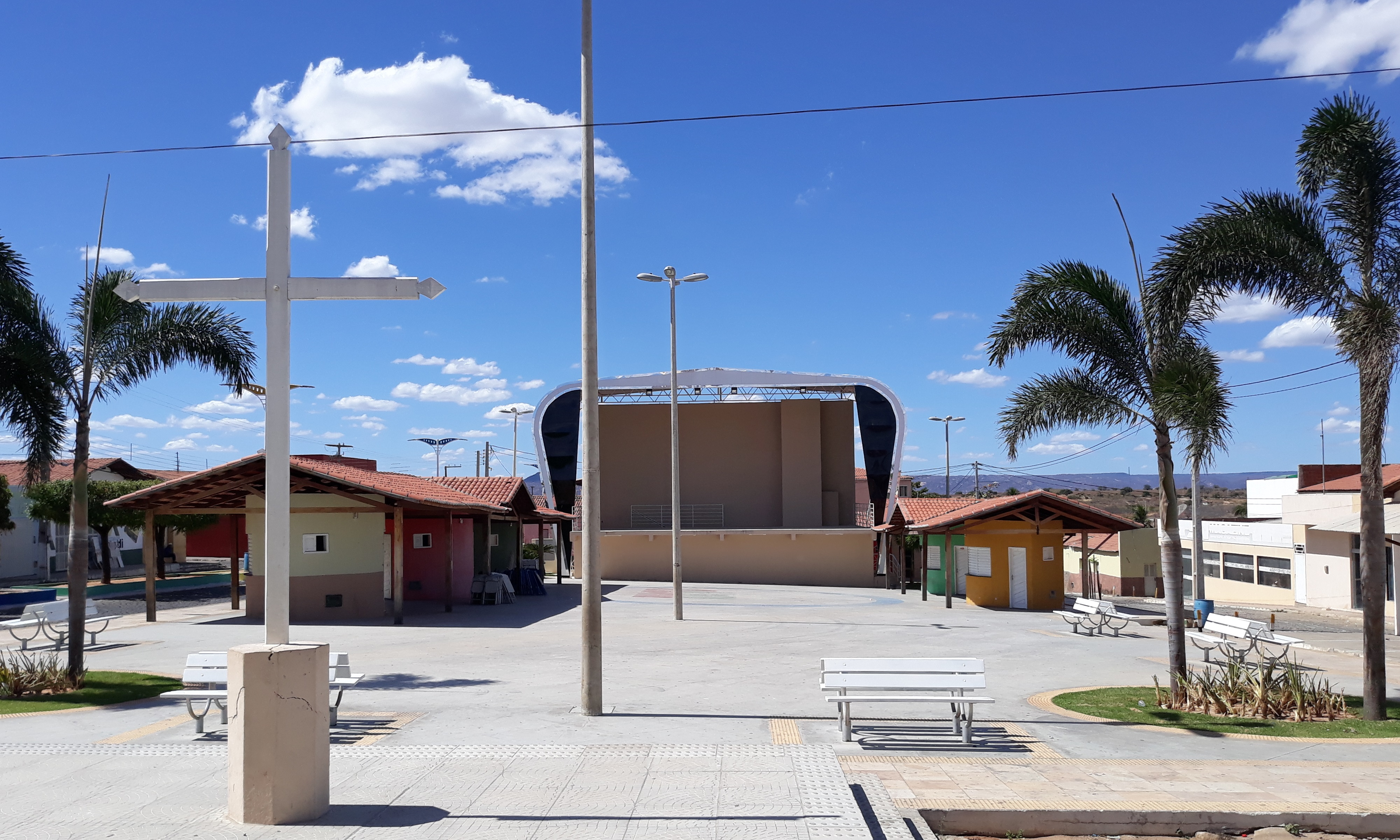
Praça de eventos de Pilões, onde ocorrem apresentações culturais.

Entre os eventos culturais do município estão: em agosto, a festa de emancipação política, no dia 19, e em setembro a festa de Nossa Senhora do Perpétuo Socorro, de 20 a 30 de setembro em comemoração à padroeira municipal, além das vaquejadas. Também são realizados eventos com ênfase no setor esportivo, como o Campeonato Municipal de Futsal e a Corrida de Seu Silvestre, esta última no dia 31 de dezembro, nas modalidades masculina e feminina, reunindo atletas de diversas localidades.
No turismo, o principal atrativo do município é o Açude Público de Pilões, considerado patrimônio municipal, além da Cachoeira de Pilões, no Sítio Tamarindo. O artesanato é outra forma espontânea da expressão cultural pilonense, tendo como principal atividade o bordado. Há ainda grupos de carnaval e manifestação tradicional popular, além de bandas musicais e orquestra.